# Escuela de Derecho y Diplomacia Fletcher
La Escuela de Derecho y Diplomacia Fletcher (Fletcher School of Law and Diplomacy en idioma inglés) es el centro académico más antiguo de los Estados Unidos dedicado exclusivamente a los estudios de posgrado en relaciones internacionales. Es una de las 8 escuelas y facultades que conforman la Universidad Tufts
Se ubica ocupa el campus central de la universidad en Medford/Somerville, Massachusetts. 
Excluyendo a los doctorandos que no están matriculados en cursos, la escuela cuenta con unos 450 estudiantes a tiempo completo, un 42% de los cuales son estudiantes internacionales, representando a más de 70 países de todos los rincones del planeta. 
La clasificación del año 2018 de la revista Foreign Policy sobre los mejores másteres en relaciones internacionales considera el programa de The Fletcher School como el séptimo mejor del mundo, por delante de los programas de universidades como London School of Economics, Yale o Stanford.

## Historia
La Escuela Fletcher fue fundada en 1933 gracias al legado de Austin Barclay Fletcher quien, después de su muerte en 1923, donó más de 3 millones de dólares a la Universidad Tufts. Una tercera parte del legado debía destinarse a una escuela de derecho y diplomacia “con los objetivos de formar a individuos destinados al servicio diplomático y de enseñar aquellas materias propias de las relaciones exteriores.” La escuela fue inaugurada diez años más tarde, en 1933, naciendo como un proyecto de colaboración de las universidades Harvard y Tufts. La universidad Tufts asumiría más tarde la responsabilidad exclusiva en la administración de la escuela, pero la Escuela Fletcher ha continuado su estrecha cooperación con Harvard, donde los estudiantes de Fletcher pueden también cursar sus clases, así como los estudiantes de Harvard pueden matricularse en cursos de Fletcher. 
La Escuela Fletcher y la escuela Paul H. Nitze de estudios internacionales (SAIS) de la Universidad Johns Hopkins son las dos únicas escuelas de posgrado de los Estados Unidos que no siendo facultades de Derecho compiten en el Phillip C. Jessup International Law Moot Court Competition. Fletcher ganó la competición regional de 2006, venciendo a escuelas como Harvard, Cornell y Syracuse.

## Organización de la escuela y claustro de profesores
La Escuela Fletcher está dirigida por un decano nombrado por el Rector y el Provoste de la universidad con la aprobación de los fideicomisarios de Tufts (el órgano rector de la universidad). El decano se responsabiliza de toda la administración de la escuela, incluyendo el nombramiento de profesores, el currículum académico, la política de admisiones y la de ayuda financiera, los asuntos estudiantiles, el desarrollo de la escuela y sus instalaciones. A diferencia de otras escuelas de relaciones internacionales en otras universidades, la Escuela Fletcher tiene un claustro de profesores separado, su propio presupuesto y su propia normativa respecto al profesorado.
El profesorado de Fletcher a tiempo completo incluye a economistas, juristas internacionalistas, politólogos e historiadores. Sus rangos oscilan entre catedrático, profesor titular, profesor ayudante y profesor lector. Todos los profesores ostentan el título de Doctor, en el caso de politólogos, historiadores y economistas, y el de Juris Doctor o LLM en caso de los juristas.

## Centros y programas de investigación
- Centro para empresas en mercados emergentes
- Centro para los derechos humanos y la resolución de conflictos
- Centro para la política internacional del medioambiente y sus recursos
- Centro para los estudios del océano Índico y de Asia del sur
- Cátedra Constatine Karamanlis para los estudios Helénicos y del sureste de Europa
- Instituto sobre cambio cultural
- Centro Edward R. Murrow
- Centro Fares para los estudios del este del Mediterráneo
- Instituto sobre el desarrollo global y el medioambiente
- Seminario sobre cuestiones globales
- Centro Hitachi de ciencia y tecnología en las relaciones internacionales
- Instituto para la seguridad humana
- Centro de negocios internacionales
- Programa de estudios en seguridad internacional
- Programa de estudios marítimos
- Programa en desarrollo internacional
- Programa en negociación internacional y resolución de conflictos
- Programa en civilización Islámica y del suroeste de Asia